# Andrej Quinz
Andrej Quinz je bivši hrvatski plivač, državni reprezentativac u plivanju slobodnim stilom, član HAPK Mladost.
Sudionik je europskih plivačkih prvenstava. Ovo su njegovi značajniji rezultati:
- europsko prvenstvo u plivanju 1950.: bronca na 4x200 m slobodno (štafetu su činili plivači Mladosti, Marijan Stipetić, Mislav Stipetić, Andrej Quinz i Branko Vidović)